# Fotoevaporação

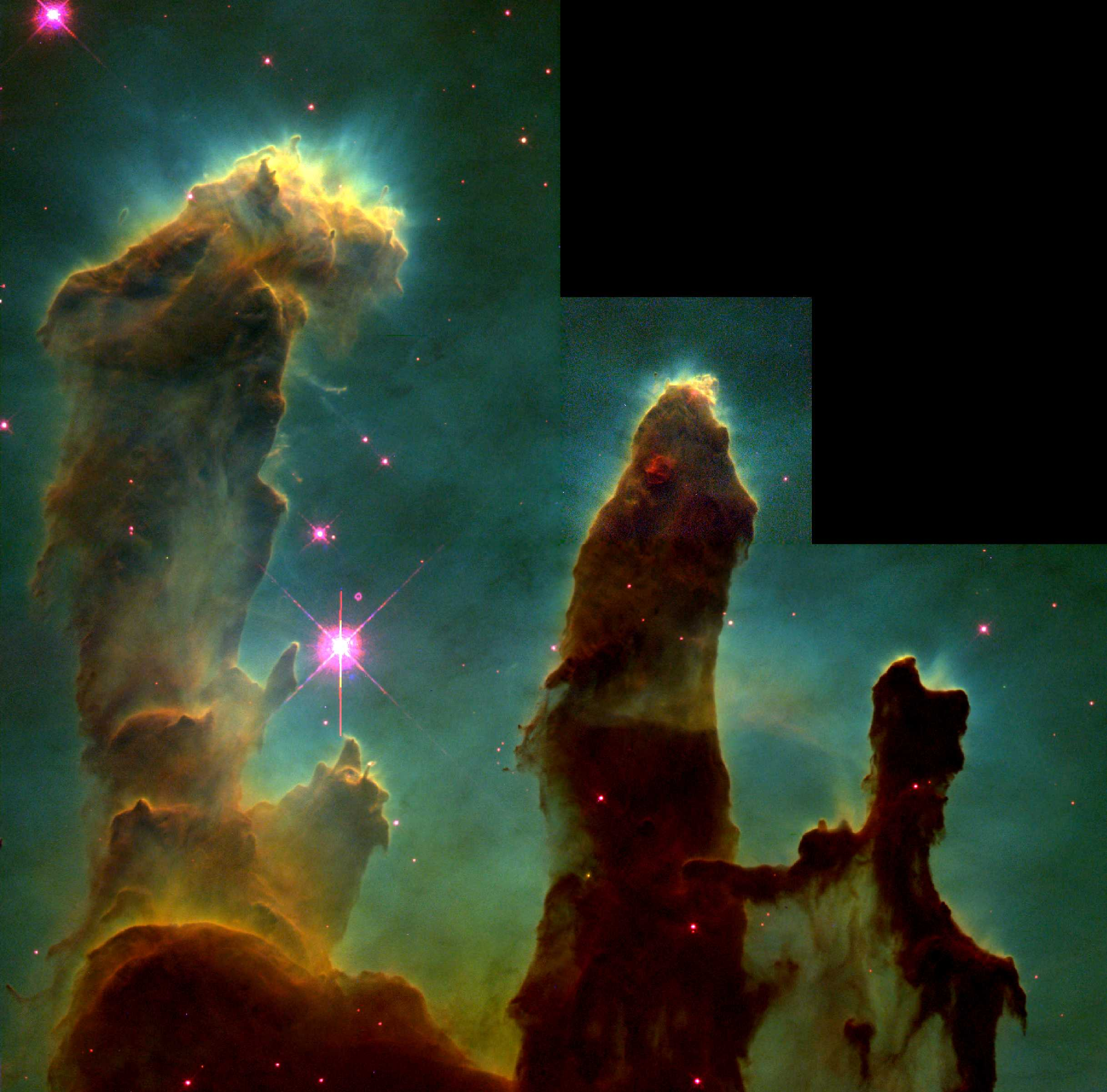
Pilares da Nebulosa da Águia sendo fotoevaporados

Fotoevaporação é o processo de destruição do gás de uma nuvem molecular por meio da radiação ultravioleta das estrelas.